# Barile equivalente di petrolio
Il barile equivalente di petrolio o barile di petrolio equivalente (BEP), in inglese barrel of oil equivalent (boe), è un'unità di misura dell'energia che corrisponde all'energia approssimativa rilasciata dalla combustione di un barile di petrolio greggio. 
È stimata eguale a 5,8 × 106 BTU, ovvero, a 59 °F, a 6,1178632 × 109 J o circa 1,67 MWh.
Il boe è usato dalle società petrolifere e del gas nei loro resoconti finanziari per combinare le riserve e la produzione di petrolio e gas naturale in un'unica misura. Ad esempio, 1000 m3 di gas naturale equivalgono a circa 6 b di greggio. Oppure, un boe equivale a circa 6 mcf (migliaio di piedi cubi) di gas naturale, secondo la valutazione di un mcf come contenente circa 1/6 dell'energia di un barile di petrolio.
La conversione, concettualmente, dovrebbe poter esprimere un'equivalenza del contenuto energetico o del valore, e quindi variare in funzione del tipo di gas naturale. Di fatto viene effettuata utilizzando dei coefficienti generici che al momento non sono codificati in nessuno standard. Le compagnie petrolifere adottano quindi coefficienti diversi, in generale le compagnie nordamericane effettuano la conversione 1 barile equivalente = 169,9 metri cubi di gas (ovvero 6 000 piedi cubici) mentre quelle europee utilizzano la relazione 1 barile equivalente = 164,2 metri cubi di gas (ovvero 5 800 piedi cubici). Nelle comunicazioni (ad esempio nelle relazioni di bilancio) vengono riportati separatamente i volumi di idrocarburi liquidi e gassosi ed il coefficiente per la trasformazione questi ultimi in barili di petrolio equivalente.
Un multiplo del boe comunemente usato è il kilo barrel of oil equivalent (kboe), pari a 1.000 barili, e il billion barrel of oil equivalent (bboe), pari a un miliardo di barili, utilizzato perlopiù per misurare le riserve petrolifere.